# Troisième rapport d'évaluation du GIEC
Le troisième rapport d'évaluation du GIEC du Groupe d'experts intergouvernemental sur l'évolution du climat (GIEC) est rédigé en 2001. Il s'agit d'une évaluation des informations scientifiques et socio-économiques disponibles sur le changement climatique. Il est suivi par le quatrième rapport d'évaluation publié en 2007.
Les déclarations du GIEC et les informations provenant du troisième rapport sont souvent utilisées comme une référence montrant un consensus scientifique sur le thème du réchauffement planétaire, en dépit de quelques contestations climatosceptiques.

## Vue d'ensemble
Le troisième rapport d'évaluation du GIEC, intitulé Changements climatiques 2001, se compose de quatre parties : un rapport de chacun des trois groupes de travail et un rapport synthétique, :
- Rapport du premier groupe de travail : Base scientifique (Scientific aspects of climate)[3].
- Rapport du deuxième groupe de travail : Incidences, adaptation et vulnérabilité (Vulnerability, Consequences, and Options)[4].
- Rapport du troisième groupe de travail : Atténuation (Limitation and Mitigation Options)[5].
- Rapport synthétique : Bilan 2001 des changements climatiques : Rapport de synthèse (Climate Change 2001: Synthesis Report)[6].

Ces rapports sont élaborés par plus de deux mille experts et examinent « spécifiquement les questions préoccupantes pour les décideurs dans le contexte de l'Article 2 de la CCNUCC - à savoir comme les activités humaines ont influé et influeront sur le climat mondial, les incidences des changements climatiques sur les écosystèmes et les systèmes socio-économiques, et les capacités techniques et institutionnelle actuelles et futures pour faire face aux changements climatiques anthropiques ».
Le premier groupe de travail couvre les mêmes domaines que dans le deuxième rapport d'évaluation de 1995, mais les deuxième et troisième groupe traitent différents domaines.

## Conclusion

### Premier groupe de travail
Les principales conclusions du premier groupe de travail sont :
- Un nombre croissant d'observations donne une image collective d'un monde en réchauffement et d'autres changements du système climatique (la température moyenne à la surface de la planète a augmenté d'environ 0,6 °C au cours du XXe siècle ; les températures ont augmenté au cours les quatre dernières décennies dans les huit kilomètres les plus bas de l'atmosphère ; les étendues de neige et de glace ont diminué).
- Les émissions de gaz à effet de serre et d'aérosols dues aux activités humaines continuent de modifier l'atmosphère d'une façon qui influe sur le climat (les aérosols anthropiques sont de courte durée et produisent essentiellement un forçage radiatif négatif ; les facteurs naturels ont peu contribué au forçage radiatif au cours du siècle dernier).
- La confiance dans la capacité des modèles à projeter le climat futur a augmenté (des modèles climatiques complexes à base physique sont nécessaires pour fournir des estimations détaillées des rétroactions et caractéristiques régionales. De tels modèles ne peuvent pas encore simuler tous les aspects du climat (par exemple, ils ne peuvent toujours pas tenir pleinement compte de la différence de température surface-troposphère observée depuis 1979) et que les nuages et leur interaction avec les radiations et les aérosols présentent des incertitudes particulières. Néanmoins, la confiance dans la capacité de ces modèles à fournir des projections utiles du climat futur s'est améliorée en raison de leurs performances démontrées à diverses échelles spatiales et temporelles)[8].
- Il existe des preuves nouvelles et plus solides que la majeure partie du réchauffement observé au cours des cinquante dernières années est imputables aux activités humaines.
- L'influence humaine continuera à modifier la composition de l'atmosphère tout au long du XXIe siècle.
- La température moyenne mondiale et le niveau de la mer devraient augmenter dans tous les scénarios du rapport spécial du GIEC.

Le troisième rapport d'évaluation estime que la sensibilité climatique est comprise entre 1,5 et 4,5 °C, que la température moyenne à la surface de la Terre devrait augmenter de 1,4 à 5,8 °C entre 1990 et 2100 et que le niveau de la mer devrait augmenter de 0,1 à 0,9 mètre sur la même période. Le large éventail de projections est basé sur plusieurs scénarios différents qui supposent différents niveaux d'émissions de CO2 futures (voir la section sur les projections ci-dessous).

### Rapport de synthèse
Le rapport de synthèse du troisième rapport d'évaluation du GIEC comprend un résumé des principales conclusions et incertitudes de ce même rapport. Les « conclusions les plus robustes » du troisième rapport sont :
- Le réchauffement observé de la surface de la Terre, l'imputation du réchauffement observé aux activités humaines, l'augmentation projetée de la température moyenne mondiale future, la hausse du niveau de la mer et l'augmentation de la fréquence des vagues de chaleur[9].
- Le réchauffement futur aura à la fois des effets bénéfiques et néfastes, mais pour des niveaux de réchauffement plus élevés, les effets néfastes prédominent[9].
- Les pays en développement et les personnes pauvres sont plus vulnérables au changement climatique[9].

Les « incertitudes clés » du troisième rapport sont :
- L'estimation des forçages climatiques dus aux facteurs climatiques naturels et aux aérosols anthropiques (par exemple, le sulfate produit lors de la combustion du charbon riche en soufre), les futurs changements des émissions de gaz à effet de serre et le rôle des rétroactions climatiques qui peuvent amplifier ou réduire l'ampleur du changement climatique futur[9].
- L'attribution de probabilités aux projections des changements du niveau de la mer et de la température, ainsi qu'aux incertitudes liées aux projections régionales du changement climatique[9].

## Projections
Les projections sont utilisées dans le troisième rapport d'évaluation comme guide sur les effets futurs possibles du changement climatique, comme le changement de température moyenne mondiale ou du niveau de la mer. Dans le rapport, le mot « projection » est préféré à « prédiction ». Ce choix est fait car de nombreux changements futurs liés au climat sont très incertains. Par exemple, les projections sur les changements climatiques sont affectées par des changements très incertains dans les futures émissions de gaz à effet de serre.
Le troisième rapport d'évaluation projette les différentes incidences des possibles changements futurs de la température moyenne mondiale. Les autres projections se basent sur des scénarios élaborés par le GIEC. En 2000, le GIEC publie quarante scénarios différents, les RSSE, qui contiennent des estimations des modifications futures des émissions anthropiques de gaz à effet de serre et d'aérosols,. Les RSSE prévoient un large éventail de changements possibles dans le développement social et économique futur et les impacts prévus par le changement climatique varient en fonction du scénario considéré,. Le GIEC n'a jamais attribué de probabilités aux quarante scénarios RSSE. Certains auteurs ont toutefois surligné que certains scénarios RSSE sont plus susceptibles de se produire que d'autres,.

## Opinion scientifique
Le GIEC est soutenu par la communauté scientifique. Par exemple, les académies scientifiques d'Australie, de Belgique, du Brésil, du Canada, des Caraïbes, de France, d'Allemagne, d'Inde, d'Indonésie, d'Irlande, d'Italie, de Malaisie, de Nouvelle-Zélande, de Suède et du Royaume-Uni ont publié une déclaration de soutien conjointe. Elles déclarent : « Nous reconnaissons le GIEC comme la source d'informations la plus fiable au monde sur le changement climatique et ses causes, et nous approuvons sa méthode pour parvenir à un consensus ».
En 2001, la branche exécutive du gouvernement fédéral des États-Unis demande au Conseil national de la recherche (NRC) de produire une évaluation de la science du changement climatique. Une partie de l'évaluation réalisée par le NRC porte sur le rapport produit par le premier groupe de travail du troisième rapport d'évaluation. La contribution du premier groupe de travail au troisième rapport d'évaluation évalue les aspects physico-scientifiques du système climatique et du changement climatique. Le NRC est généralement d'accord avec les conclusions du rapport de ce groupe de travail, par exemple il déclare que « la conclusion du GIEC selon laquelle le réchauffement observé au cours des cinquante dernières années est probablement imputable à l’augmentation des concentrations de gaz à effet de serre et reflète avec exactitude les perspectives actuelles de la communauté scientifique sur cette question »,. Le NRC insiste également sur la nécessité pour les gouvernements de bien comprendre les incertitudes de la science du changement climatique. L'exemple cité par le NRC est l'incertitude entourant l'évolution futures des émissions de gaz à effet de serre, qui peut être inférieure ou supérieure à celle projetée par le troisième rapport d'évaluation. Le NRC ajoute :

« La contribution la plus précieuse que les scientifiques américains peuvent faire est de remettre en question en permanence les hypothèses et les conclusions, de promouvoir une évaluation et une présentation claires et prudentes des incertitudes liées au changement climatique, ainsi qu'au domaines dans lesquels la science aboutit à des conclusions solides, et de travailler à une amélioration significative de la capacité à se projeter dans l'avenir. »

— Conseil national de la recherche des États-Unis, Climate Change Science, 2001.

### Critique
Les travaux du GIEC font l'objet de critiques, et plusieurs climatologues sont en désaccord avec certains aspects des travaux du GIEC,,. Le plus connu est peut-être Richard Lindzen, professeur de météorologie au Massachusetts Institute of Technology.
Par ailleurs, dans son livre La Religion écologiste, Christian Gerondeau critique à la fois les conclusions du GIEC et le processus qu'il a utilisé.[source insuffisante]

### Processus du GIEC
Un rapport de la commission d'enquête de la Chambre des lords du Parlement du Royaume-Uni élaboré en 2005 contient des critiques sur le travail du GIEC, notamment sur les scénarios SRES concernant les émissions de gaz à effet de serre qui sont utilisés dans le troisième rapport d'évaluation,. Cette commission d'enquête est composée de membres de la Chambre des lords, qui examinent et votent les lois du gouvernement. Une des critiques formulées par cette commission est une incohérence apparente entre le résumé pour les décideurs du deuxième groupe de travail et une déclaration faite dans le rapport complet du même groupe : « Le résumé pour les décideurs du GIEC indique que les études économiques sous-estiment les dommages, alors que le chapitre dit que la direction du biais n'est pas connue ».
Le Gouvernement britannique publie en 2005 une réponse au rapport de la Commission d'enquête,. Le Gouvernement prend note de la divergence entre le résumé pour les décideurs du deuxième groupe de travail et le rapport complet du même groupe à laquelle la Commission d'enquête fait référence, mais dans l'ensemble il reste favorable aux procédures du GIEC. Le Gouvernement réfute également un certain nombre d'autres critiques formulées par la Commission à l'encontre du troisième rapport d'évaluation.